# Odontaster roseus
Odontaster roseus är en sjöstjärneart som beskrevs av Janosik och Halanych 20. Odontaster roseus ingår i släktet Odontaster och familjen Odontasteridae. Inga underarter finns listade i Catalogue of Life.